# شو يونغلاي
شو يونغولاي (من مواليد 16 أغسطس 1954 -) هو لاعب كرة قدم صيني لعب مع منتخب الصين في كأس آسيا 1980.

## الإحصائيات

### دوليًا
| المُسابقة          | السنة     | الظهور | الأهداف |
| ----------------- | --------- | ------ | ------- |
| كأس السور العظيم  | 1980      | 1      | 0       |
| مُباريات ودية      | 1980-1981 | 2      | 2       |
| كأس آسيا          | 1980      | ..     | 4       |
| تصفيات كأس العالم | 1980-1981 | 3      | 0       |
| المجموع           |           | ..     | 6       |

## وصلات خارجية
- إحصائيات منتخب الصين